# Casa Senyorial de Dzerbene
La Casa Senyorial de Dzērbene (en letó: Dzērbenes muižas pils; en alemany: Schloss Serben) és una mansió a la regió històrica de Vidzeme, al Municipi de Vecpiebalga del nord de Letònia.

## Història
Va ser construïda cap al final del segle xviii en estil clàssic. Una gran torre neogòtica es va afegir a prop del final del segle xix. La mansióva patir un foc el 1905 i va ser reconstruïda en breu. Novament va tenir un greu incendi durant la Primera Guerra Mundial i no va ser reconstruïda fins al 1929. L'edifici allotja les oficines administratives de la parròquia de Dzērbene, un centre comunitari, una escola de música, i una cafeteria.